# Pumpkinhead (film)
Pumpkinhead è un film horror statunitense del 1988 diretto dal regista Stan Winston.

## Trama
Nel prologo ambientato nel 1957, Tom Harley è nella sua casa con la moglie e il giovane figlio Ed. Un uomo in fuga bussa alla sua porta chiedendo rifugio, ma Tom rifiuta di aprirgli e minaccia di sparargli se non si allontanerà. Guardando attraverso la finestra, Ed è testimone dell'uccisione dell'uomo da parte di una grottesca creatura.
Nel presente, Ed Harley è il proprietario di un piccolo negozio. Dovendo svolgere una commissione, Ed è costretto a lasciare il giovane figlio Billy da solo. Durante la sua assenza un gruppo di campeggiatori adolescenti (Chris, Joel, Kim, Steve, Tracy, Maggie) si diletta in motocross e involontariamente feriscono mortalmente Billy. Steve resta con il ragazzo fino al ritorno del padre mentre gli altri si allontanano. Nel loro capanno discutono se sia il caso o meno di chiamare la polizia ma Joel, il responsabile dell'incidente, è in libertà vigilata per un incidente simile e mette gli amici in condizione tale che non possano farlo.
Harley, con il suo cane Gypsy, si reca da una presunta strega, la quale gli dice che non può riportare in vita suo figlio. In realtà Harley desidera solamente vendicarsi. La strega accetta di aiutarlo e lo avverte che la vendetta avrà un prezzo terribile. Su ordine della strega, Harley si reca in un vecchio cimitero di montagna, riesuma un cadavere sfigurato e lo porta in casa della donna, la quale, usando il sangue del padre e del figlio, riporta in vita il cadavere, che assume l'aspetto di un'esile creatura demoniaca.
Nel frattempo, Joel inizia a provare rimorso per le sue azioni e decide di andare a costituirsi alla polizia, ma è ormai troppo tardi, visto che la creatura è sulle tracce sue e degli altri ragazzi. Steve sarà il primo ad essere ucciso e Maggie la seconda. Harley, che ha assistito ai due omicidi attraverso gli occhi della creatura, fa ritorno dalla strega e la supplica di fermare il mostro. La donna rivela che la creatura non può essere fermata e che lo stesso Harley finirebbe per essere ucciso se dovesse tentare di fermarla.
Joel affronta il mostro con un coltello, ma la creatura lo scaglia lontano e trascina via un altro dei ragazzi. I tre ragazzi rimasti chiedono invano aiuto alla gente del posto. In loro aiuto arriva Harley, il quale spara alla creatura, che riesce ad uccidere Joel. Bunt, un ragazzo locale, aiuta i due campeggiatori rimasti, Tracey e Chris, e insieme raggiungono una chiesa abbandonata. Bunt racconta loro la leggenda del mostro Pumpkinhead, spiegando loro che la creatura vendica colui che è stato offeso e che, se qualcuno cerca di fermalo, finirà anch'esso con l'essere ucciso da essa. La creatura compie un nuovo attacco e getta Chris contro un albero, poi ne trascina il corpo fino a casa di Harley, dove Tracey, Bunt e Harley hanno trovato rifugio.
Pumpkinhead cattura Bunt e Tracey, spaventata dalla faccia di Harley, corre via. L'uomo si precipita dietro di lei, ma inciampa nella stalla e si ferisce il braccio con un forcone. Sia Harley che Pumpkinhead gridano di dolore. Harley si rende conto che egli e Pumpkinhead sono ormai una cosa sola e che il solo modo di uccidere la creatura è morire egli stesso.
La creatura afferra Tracey per il collo, ma, prima che possa ucciderla, Harley le spara alla testa. Pumpkinhead cade a terra, ma poi afferra nuovamente Bunt. Tracey prende la pistola e Harley la prega di ucciderlo. La ragazza gli spara finché sia lui sia Pumpkinhead cadono a terra morti. Tracey, Bunt e Chris vedono poi Pumpkinhead bruciare tra le fiamme. Più tardi quella notte, nel campo di zucche, la strega seppellisce il cadavere ormai sfigurato di Harley nella tomba di Pumpkinhead, con ancora indosso la collana che suo figlio Billy aveva fatto per lui.

## Il Poema
La storia di Pumpkinhead nasce dal seguente poema di Ed Justin scritto prima dell'uscita del film:
(Ed Justin, Pumpkinhead)

## Distribuzione
Il film ebbe una distribuzione limitata nei cinema degli Stati Uniti da parte della United Artists nell'ottobre 1988 e nuovamente nel gennaio 1989.  Il film incassò in totale 4.385.516 dollari ai botteghini.
Il film fu distribuito in VHS negli USA dalla MGM/UA Home Entertainment nel maggio 1989 e nuovamente nell'aprile 1995. La MGM distribuì il film in DVD due volte: una nel 2000 in edizione normale e una nel 2008 in un'edizione speciale per il 20º anniversario. È attesa un'edizione Blu-Ray.
In Italia la pellicola non è mai stata distribuita e si è dovuto aspettare il 16 febbraio 2017 per la prima proiezione ufficiale, avvenuta in anteprima nazionale presso un cineristorante nonché scuola cinematografica di Palermo.

## Opere derivate
Nonostante lo scarso successo ai botteghini, Pumpkinhead divenne un cult.

### Sequel
Un sequel, intitolato Pumpkinhead II: Blood Wings uscì direttamente in home video nel 1993.
Altri due seguiti, intitolati Ceneri alle ceneri - Pumpkinhead 3 e Faida di sangue - Pumpkinhead 4, furono girati nel 2006 e 2007 e trasmessi come film televisivi dal canel Syfy.

### Reboot
Un reboot è attualmente in lavorazione.

### Fumetto
Nel 1993 la Dark Horse Comics pubblicò una serie di fumetti intitolata "Pumpkinhead: The Rites of Exorcism". Il fumetto doveva essere una miniserie in quattro parti ma solo due di esse furono pubblicate. La seconda parte si conclude con un cliffhanger facente credere ai lettori che un Pumpkinhead alato sarebbe apparso nella terza parte.

### Videogioco
Nel 1995 l'Electronic Arts pubblicò un videogioco sparatutto in prima persona per Microsoft Windows intitolato Bloodwings: Pumpkinhead's Revenge. Il gioco non ebbe molto successo.

### Musica
Il gruppo horror punk Misfits ha realizzato una canzone intitolata "Pumpkin Head", contenuta nel loro album Famous Monsters, uscito nel 1999. Il 1 maggio 2007, Boondox, un rapper horrorcore country, ha pubblicato un EP intitolato Punkinhead contenente una canzone con lo stesso titolo.